# Trachelium (plantes)
Pour les articles homonymes, voir Trachelium (homonymie).
Genre
Classification phylogénétique
Trachelium est un genre de plantes herbacées de la famille des Campanulacées comprenant deux ou trois espèces.

## Étymologie
Le nom de Trachelium a été créé à partir du grec « τραχήλου », signifiant « cervicales ».

## Liste des espèces
- Trachelium caeruleum L., méditerranéenne.
- Trachelium lanceolatum Guss., originaire de Sicile
- Trachelium × halteratum (Bianca ex Ces., Pass. & Gibelli) Sandwith

Deux autres espèces Trachelium asperuloides et Trachelium jacquinii sont reprises dans le genre Campanula.